# Japurá (Paraná)

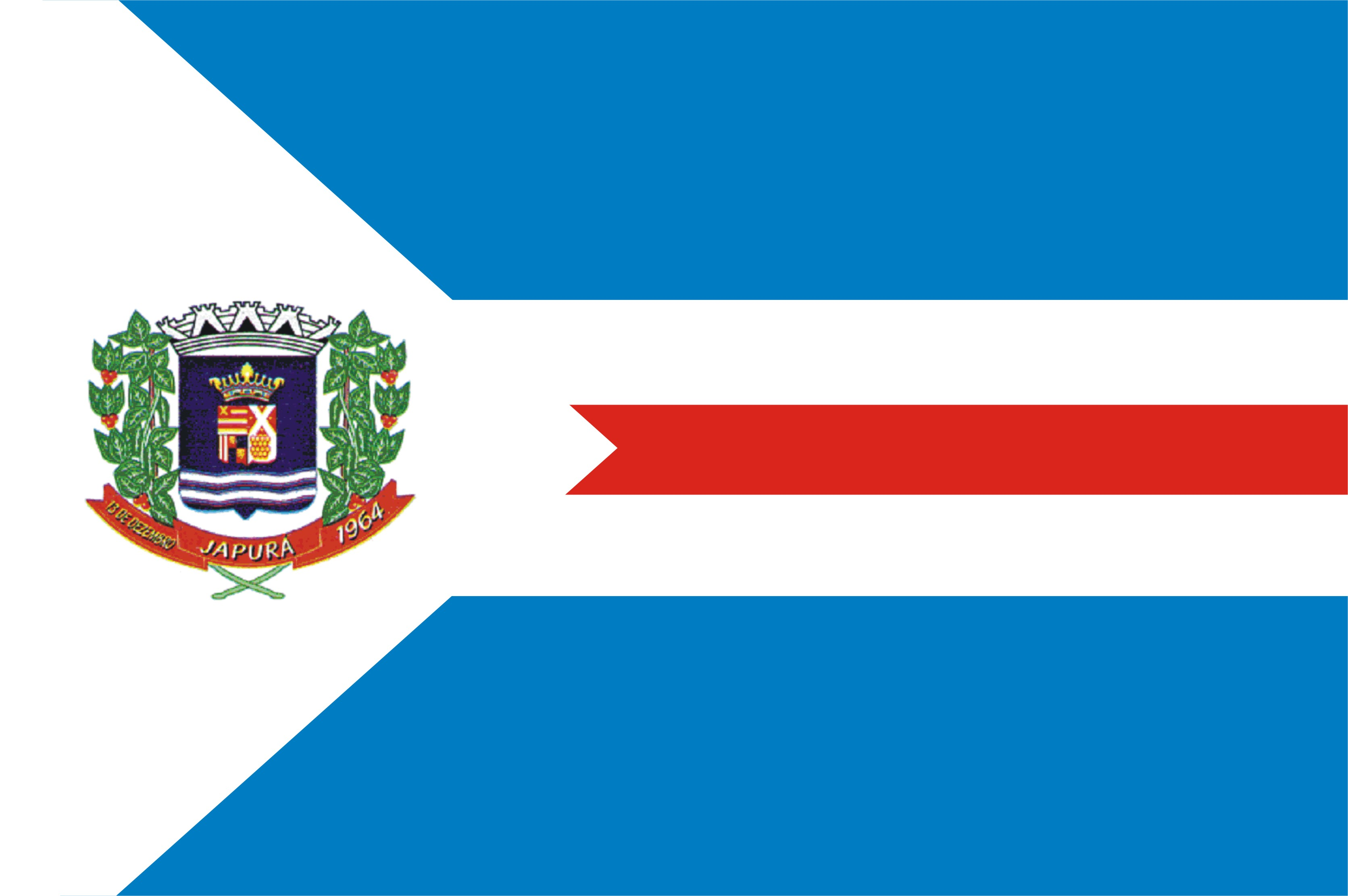
le drapeau de Japura

Japurá est une municipalité brésilienne située dans l'État du Paraná.